# Noordeinde (Gueldre)
Pour les articles homonymes, voir Noordeinde.
Noordeinde est un village situé dans la commune néerlandaise d'Oldebroek, dans la province de Gueldre. Le 1er janvier 2007, le village comptait 220 habitants.
Jusque dans les années 1970, Noordeinde s'appelait Kampernieuwstad. Le village appartenait alors encore à la commune de Doornspijk.